# Office of National Drug Control Policy
Das Office of National Drug Control Policy ist ein Teil des Executive Office of the President of the United States.
Der Director of National Drug Control Policy, umgangssprachlich als "Drug Czar" bekannt, leitet das Büro. "Drug Czar" war ein Begriff, der erstmals im Oktober 1982 vom damaligen Senator Joe Biden in den Medien verwendet wurde. Neben der Leitung des ONDCP bewertet, koordiniert und beaufsichtigt der Direktor sowohl die internationalen als auch die inländischen Anti-Drogen-Bemühungen der Exekutivorgane und stellt sicher, dass diese Bemühungen die staatlichen und lokalen Anti-Drogen-Aktivitäten unterstützen und ergänzen. Der Direktor berät den Präsidenten in Bezug auf Änderungen in der Organisation, dem Management, der Budgetierung und dem Personal der Bundesbehörden, die sich auf die Anti-Drogen-Bemühungen der USA auswirken, sowie in Bezug auf die Einhaltung der Verpflichtungen der Bundesbehörden im Rahmen der National Drug Control Strategy, einem gesetzlich vorgeschriebenen Jahresbericht.

## Liste der Direktoren
Der Titel des Direktors, und das Office, wurden wegen des Anti-Drug Abuse Act of 1988 gegründet. Der Direktor war von 1993 bis 2009 Mitglied im Kabinett.
| # | Porträt | Name                  | Amtszeit                                           | Präsident      |
| - | ------- | --------------------- | -------------------------------------------------- | -------------- |
| 1 |         | William Bennett       | 13. März 1989 – 13. Dezember 1990                  | George Bush    |
| 2 |         | Bob Martinez          | 28. März 1991 – 20. Januar 1993                    | George Bush    |
| – |         | John P. Walters       | 20. Januar 1993 – 19. Juli 1993 (kommissarisch)    | Bill Clinton   |
| 3 |         | Lee P. Brown          | 19. Juli 1993 – Januar 1996                        | Bill Clinton   |
| 4 |         | Barry McCaffrey       | 29. Februar 1996 – 20. Januar 2001                 | Bill Clinton   |
| – |         | Edward Jurith         | 20. Januar 2001 – 7. Dezember 2001 (kommissarisch) | George W. Bush |
| 5 |         | John P. Walters       | 7. Dezember 2001 – 20. Januar 2009                 | George W. Bush |
| – |         | Edward Jurith         | 20. Januar 2009 – 7. Mai 2009 (kommissarisch)      | Barack Obama   |
| 6 |         | Gil Kerlikowske       | 7. Mai 2009 – 6. März 2014                         | Barack Obama   |
| 7 |         | Michael P. Botticelli | 6. März 2014 – 20. Januar 2017                     | Barack Obama   |
| – |         | Kemp Chester          | 20. Januar 2017 – 27. März 2017 (kommissarisch)    | Donald Trump   |
| – |         | Rich Baum             | 28. März 2017 – 9. Februar 2018 (kommissarisch)    | Donald Trump   |
| 8 |         | James W. Carroll      | 9. Februar 2018 – 19. Januar 2021                  | Donald Trump   |
| – |         | Regina LaBelle        | 20. Januar 2021 – 5. November 2021 (kommissarisch) | Joe Biden      |
| 9 |         | Rahul Gupta           | 5. November 2021 – 20. Januar 2025                 | Joe Biden      |